# کبک هوز
کبک هوز (نام علمی: Rhizothera dulitensis) نام یک گونه از سرده کبک‌های ریشه‌خوار است. این پرنده بومی بورنئو است و بسیار کمیاب می‌باشد به طوری که از سال 1937 تا کنون دیده نشده است.